# Райд (тарелка)
| Hit on the bow        | 61 KBо файле |
| Удар по верху тарелки | 71 KBо файле |
| Удар по краю тарелки  | 67 KBо файле |

Райд (англ. Ride cymbal) — тип тарелок, являющихся стандартной частью большинства барабанных установок.
Термин Райд применяют для обозначения как роли тарелки в партии ударных (то есть для указания на тарелку, с помощью которой ведут ритм), так и типа самой тарелки. Многие производители тарелок изготавливают не только тарелки типа ride, но и типа ride/crash или crash/ride. В то же время ride-партию, то есть ритмическую канву, часто играют на тарелках других типов — china, sizzle, swish, pang и даже crash.
С другой стороны, ничто не мешает использовать тарелку типа ride как crash, то есть сыграть на ней акцент. Достаточно сильный удар по краю ride’а даёт мощный и долго затухающий звук. Например, Кит Мун вообще часто пользовался только ride-тарелками, самые большие из которых служили также crash’ами. Вообще деление базовых тарелок на crash и ride — это довольно современное решение. Старые тарелки именовали только по размеру и весу, а то и вообще никак не именовали, а уж как именно её использовать, каждый барабанщик решал для себя сам.
При игре тарелка типа ride даёт долгий звонкий, несколько шипящий звук, в отличие от быстро затухающего звука crash’ей. Чаще всего используют ride’ы диаметром 20", но стандартными считаются размеры от 18" до 22". Крупные производители изготовляют ride’ы диаметром от 16" до 26", но возможно найти ride’ы вплоть до 8".
Чем больше и толще ride, тем лучше он звучит в более громкой музыке, причём, в отличие от crash’ей, край тарелки ride обычно достаточно толстый. Часто ride — самая большая тарелка в установке, но иногда барабанщики как второй ride используют тарелки типа чайна или sizzle, которые в этом случае бывают больше, но тоньше ride’а.